# Serguei Kirov
Serguei Mironovich Kirov (em russo:  Серге́й Миро́нович Ки́ров; 27 de março de 1886 — 1 de dezembro de 1934) foi um proeminente líder da facção Bolchevique, ainda em seu princípio, e cujo assassinato marcou o início do Grande Expurgo, a remoção final dos inimigos de Josef Stalin e grande parte dos remanescentes Antigos Bolcheviques do governo  soviético.

## Juventude

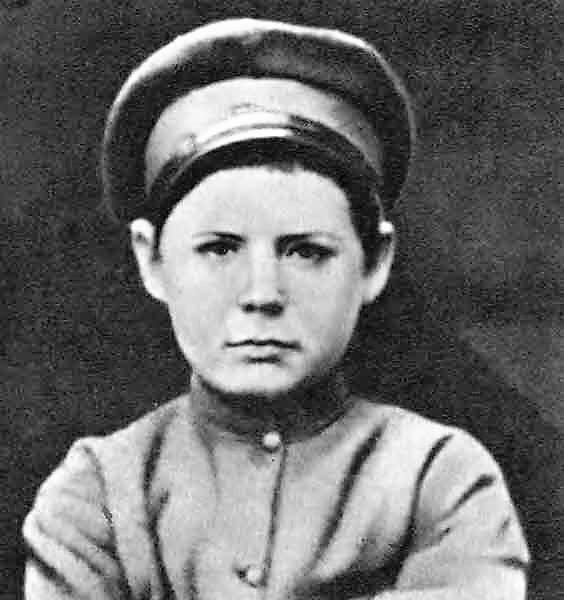
Kirov em 1893.

Nasceu como Serguei Mironovich Kostrikov (Ко́стриков), de uma família pobre de Urjum, assumindo depois o nome de ""Kirov". Tornou-se órfão logo cedo. Após ter sido abandonado pelo pai, Miron Kostrikov, sua mãe morreu no ano seguinte, passando a viver com sua avó até aos 7 anos, idade a partir da qual passou a residir num orfanato. Em 1901, um grupo de ricos benfeitores forneceu uma bolsa para Kirov participar de uma escola industrial em Kazan, onde se formou em engenharia, mudando-se para Tomsk em seguida. Com a grande crise política e social vivida pela Rússia no início do século XX, Kirov se torna marxista e se junta ao Partido Operário Social-Democrata Russo (POSDR), em 1904.

## Revoluções russas
Kostrikov participou na Revolução Russa de 1905, chegando a ser preso e mais tarde liberado, ocasião em que se posicionou como Bolchevique. Em 1906, ele voltou à prisão, permanecendo preso por mais de três anos, desta vez por impressão de literatura ilegal. Logo após sua libertação, voltou às atividades revolucionárias. Após ser novamente preso por impressão de literatura ilegal, e após um ano de custódia, Kostrikov afastou-se para o Cáucaso, onde permaneceu até a abdicação de Nicolau II.
É durante o período no Cáucaso que adota o nome de Kirov, um pseudônimo para escrever, assim como outros líderes revolucionários russos. O nome "Kir" remeteu-lhe a um rei e guerreiro persa. Ainda nessa época, encabeçaria uma administração militar Bolchevique em Astracã.
Passada a Revolução Russa de 1917, Kirov lutou na Guerra Civil Russa até 1920, em que os Bolcheviques ou vermelhos acabariam por vencer. Em 1921, liderou a organização do grupo no Azerbaijão. Após a morte de Lenin, Kirov apoiou lealmente a Stalin enquanto líder do Partido Comunista, o que lhe valeu, em 1926, a nomeação para liderar a seção do partido em Leningrado.

## Popularidade e morte
Por volta de 1930, a popularidade de Kirov era crescente, sendo já considerado como um dos possíveis sucessores de Stalin, quando este deixasse a direção do Partido e do Governo Soviético. Mais tarde, em 1934, Stalin pediu a Kirov que trabalhasse com ele em Moscou, o que Kirov recusou, preferindo continuar a desempenhar as atividades em Leningrado.
Em 1 de Dezembro de 1934, Kirov foi assassinado por Leonid Nikolaev no Instituto Smolny, em Leningrado. Kirov havia ido ao Smolny para trabalhar no seu gabinete, e deixou os guarda-costas nas escadarias, vigiando os pisos superiores, onde os oficiais tinham os quartos. Nikolaev saiu de um banheiro e seguiu Kirov em direção ao gabinete, atirando atrás de seu pescoço. A morte jamais foi bem esclarecida. Leon Trotsky e seus associados alegaram que a polícia política (NKVD) atuou sob ordens de Stalin, que liquidou o seu então principal discípulo e suposto concorrente e, sob pretexto de perseguir e castigar os assassinos, liquidou grande parte de comunistas rivais no Grande expurgo. O desertor soviético Alexander Orlov também alegou que Stalin mandou matar Kirov. Diferentemente de Orlov, o desertor soviético Grigori Tokaev alegou que um grupo de oposição realmente matou Kirov.

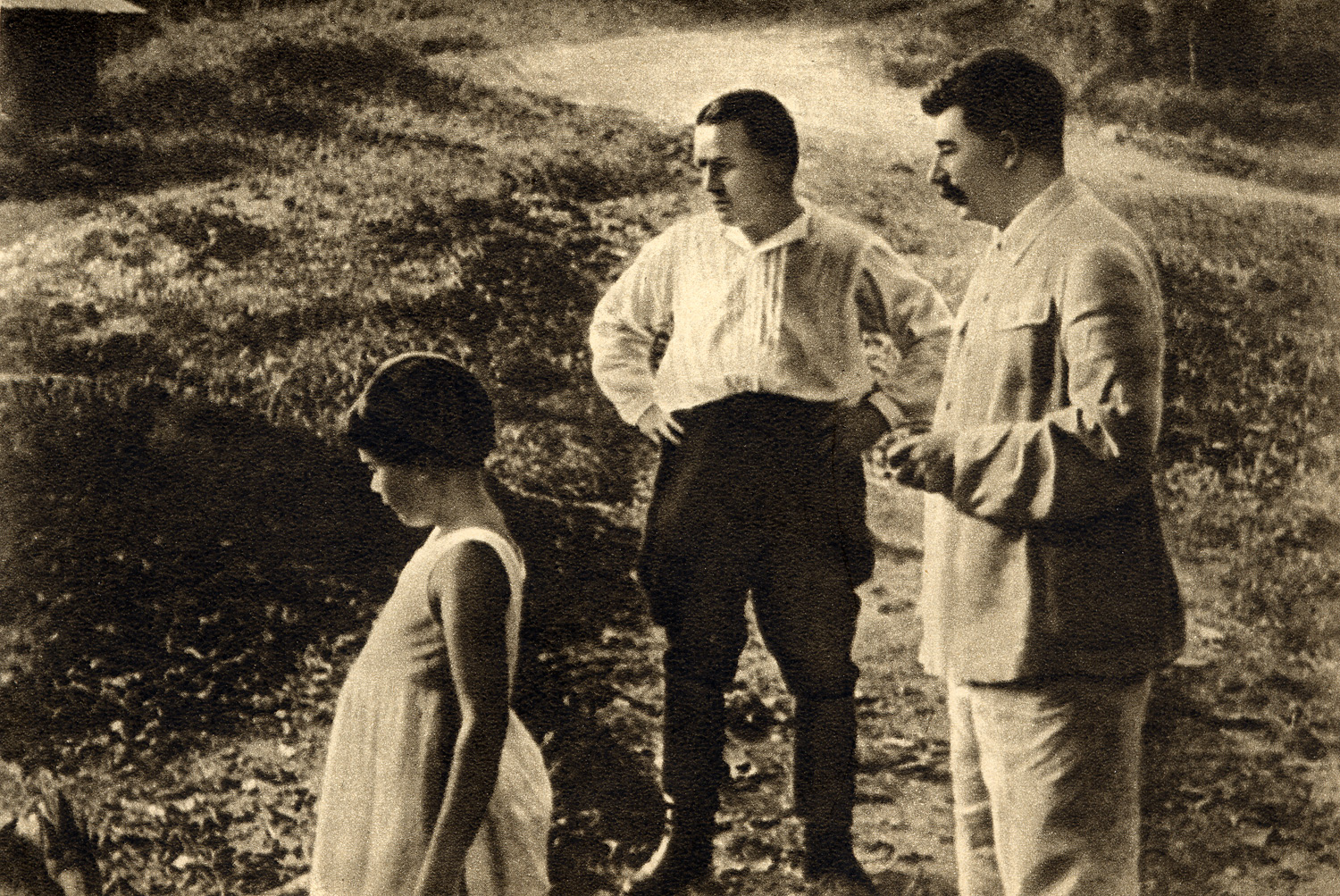
Fotografia mostra Kirov e Stalin, em 1934.
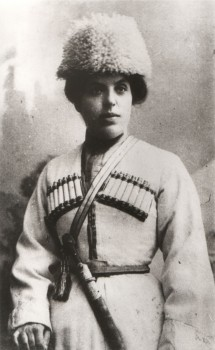
Sua esposa, Maria Lvovna Markus Kirova (1885 - 1945).
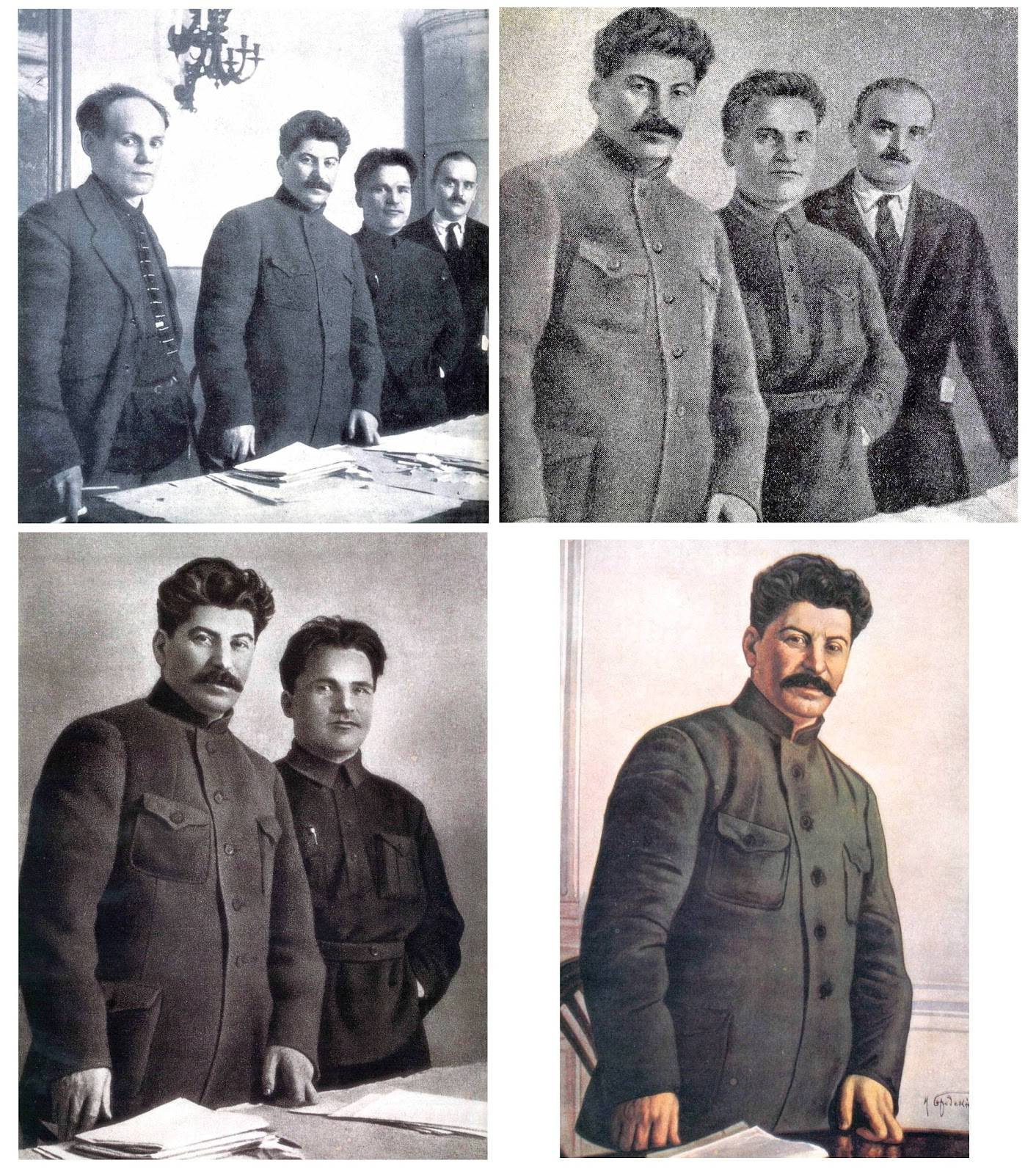
Fotografia retocada onde imagens de políticos são retiradas. A imagem de Kirov é removida, restando apenas a de Stalin (ver: Falsificações de fotografias na União Soviética).

## Legado
Publicamente Stalin tomou a morte do amigo como uma tragédia e o enterrou no Kremlin, em um Funeral de Estado. Muitas cidades, ruas e fábricas passaram a ter seu nome, incluindo as cidades de Kirov (oficialmente Vyatka), Kirovsk (Oblast de Murmansk), Kirovogrado (Kirovohrad em ucraniano), Kirovabad (hoje Ganja, Azerbaijão) e Kirovakan (hoje Vanadzor, Armênia); também a estação Kirovskaya, do Metro de Moscovo (agora Chistiye Prudy), Balé Kirov, o Estádio Kirov e a enorme usina Kirov, em São Petersburgo. Na cidade de Kirov, uma competição de patinação de velocidade foi chamada de Priz Imeni S.M. Kirova em sua homenagem. 
Por muitos anos, uma imensa estátua de Kirov feita em granito e bronze dominou o panorama da cidade de Baku. O monumento, que foi erigido em um monte, em 1939, foi desmantelado em janeiro de 1992, depois de o Azerbaijão conquistar a independência (ver: Descomunização). 